# (8003) Kelvin
(8003) Kelvin est un astéroïde de la ceinture principale.

## Description
(8003) Kelvin est un astéroïde de la ceinture principale. Il fut découvert par Eric Walter Elst le 1er septembre 1987 à l'ESO. Il est nommé en l'honneur de William Thomson (Lord Kelvin). Il présente une orbite caractérisée par un demi-grand axe de 2,22 UA, une excentricité de 0,119 et une inclinaison de 2,84° par rapport à l'écliptique.
Il fut nommé en hommage au physicien William Thomson, Lord Kelvin (1824-1907).

## Compléments